# Chiesa di San Vittore (Meda)
San Vittore è una chiesa di Meda costruita a partire dal 1520 e annessa a un importante monastero femminile della città appartenente all'ordine benedettino. È decorata internamente con un vasto ciclo affreschi di scuola leonardesca di tale estensione da essere stata soprannominata "Cappella Sistina" della Brianza. Attualmente appartiene al complesso di Villa Antona Traversi.

## Storia
La chiesa appartenne ad uno dei più importanti monasteri benedettini della regione, fondato attorno all'anno 830 circa, feudatario dei territori di Meda e Cabiate. L'importanza dell'istituzione è testimoniata dalla visita fatta nel 1194 dall'imperatore Enrico VI con la sposa Costanza d'Altavilla, che ivi soggiornarono.
L'attuale edificio risulta costruito nei primi decenni del Cinquecento. La costruzione inizia nel 1520, come testimonia la doppia scritta (in numeri arabi e romani) su due lesene della chiesa esterna. È edificato secondo lo schema a doppia chiesa, di frequente utilizzo all'epoca, a modello della chiesa di San Maurizio al Monastero Maggiore di Milano, innalzato nel 1503 e attribuita all'architetto Gian Giacomo Dolcebuono. Si tratta di una chiesa a navata unica, separata da un divisorio in due chiese pressoché gemelle: quella disposta verso il convento, riservata alle monache, mentre l'altra aperta al popolo. Una grata permetteva alle monache di seguire la funzione celebrata nell'edificio destinato al pubblico, ed un apposito sportello permetteva il passaggio della comunione. Non si hanno notizie documentarie relative alla realizzazione della decorazione pittorica che riveste interamente la superficie della chiesa, che è stata attribuita dai critici alla scuola di Bernardino Luini e datata tra il 1520 e il 1525. La bottega, nella quale oltre a Bernardino lavoravano i figli Aurelio, Evangelista e Giovan Pietro, era tra le più affermate botteghe milanesi del tempo. La paternità delle singole figure è tuttora oggetto di discussione.
In occasione della solenne traslazione dei corpi dei santi Aimo e Vermondo, avvenuta il 14 giugno 1626, la badessa di San Vittore (ai tempi Donna Prassede Lodi) ottenne il permesso dal cardinale Federico Borromeo di risistemare l'altare maggiore, dove prima era collocata una pala di Antonio Campi, e fece realizzare per l'occasione la pala con Cristo risorto tra i santi Scolastica da Norcia, Paolo, Ambrogio, Carlo e Vittore, dal pittore favorito del cardinal Borromeo, Giovan Battista Crespi detto il Cerano.
Nel terzo decennio del Settecento sulla fronte originale, priva di ornamenti, venne addossata l'attuale facciata decorata secondo il movimentato stile detto "Barocchetto Lombardo".
Il monastero fu in vita fino a tutto il settecento, finché un decreto emanato il 29 maggio 1798 dal governo napoleonico della Repubblica cisalpina ne decretò la soppressione. L'edificio monastico fu acquistato da Giovanni Giuseppe Maunier, commerciante di Marsiglia e fornitore dell’esercito francese, che ne commissionò la trasformazione in villa neoclassica all'architetto viennese Leopoldo Pollack, che aveva già realizzato la Villa reale di Milano. Mentre la parte pubblica della chiesa si è conservata intatta fino a noi, l'aula riservata alle monache fu incorporata nella villa e radicalmente trasformata dall'architetto per essere utilizzata come Limonera, al piano inferiore, e come granaio al piano superiore. Fu a date scopo divisa in due nel senso dell'altezza da un soppalco: mentre nel locale inferiore le pitture furono coperte da intonaco e le cappelle laterali sfondate per crearvi finestroni, al piano superiore si può ancora ammirare la decorazione in affresco, per quanto intaccata dall'utilizzo ottocentesco come granaio. Nel 1836 l'intero complesso della villa, comprendente la chiesa, fu acquistato da Giovanni Traversi, i cui discendenti, gli Antona Traversi, la conservano tuttora.

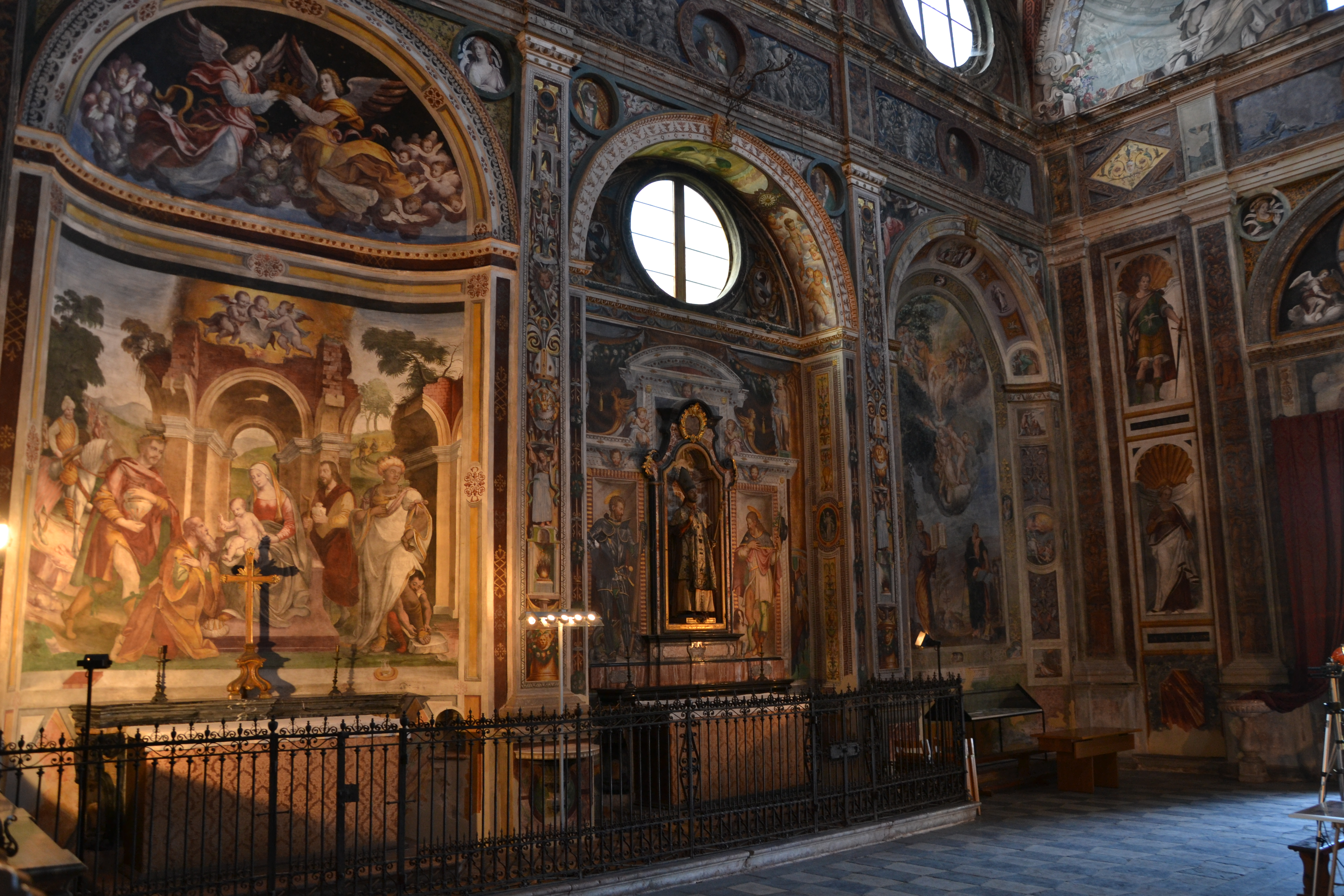
Fianco destro

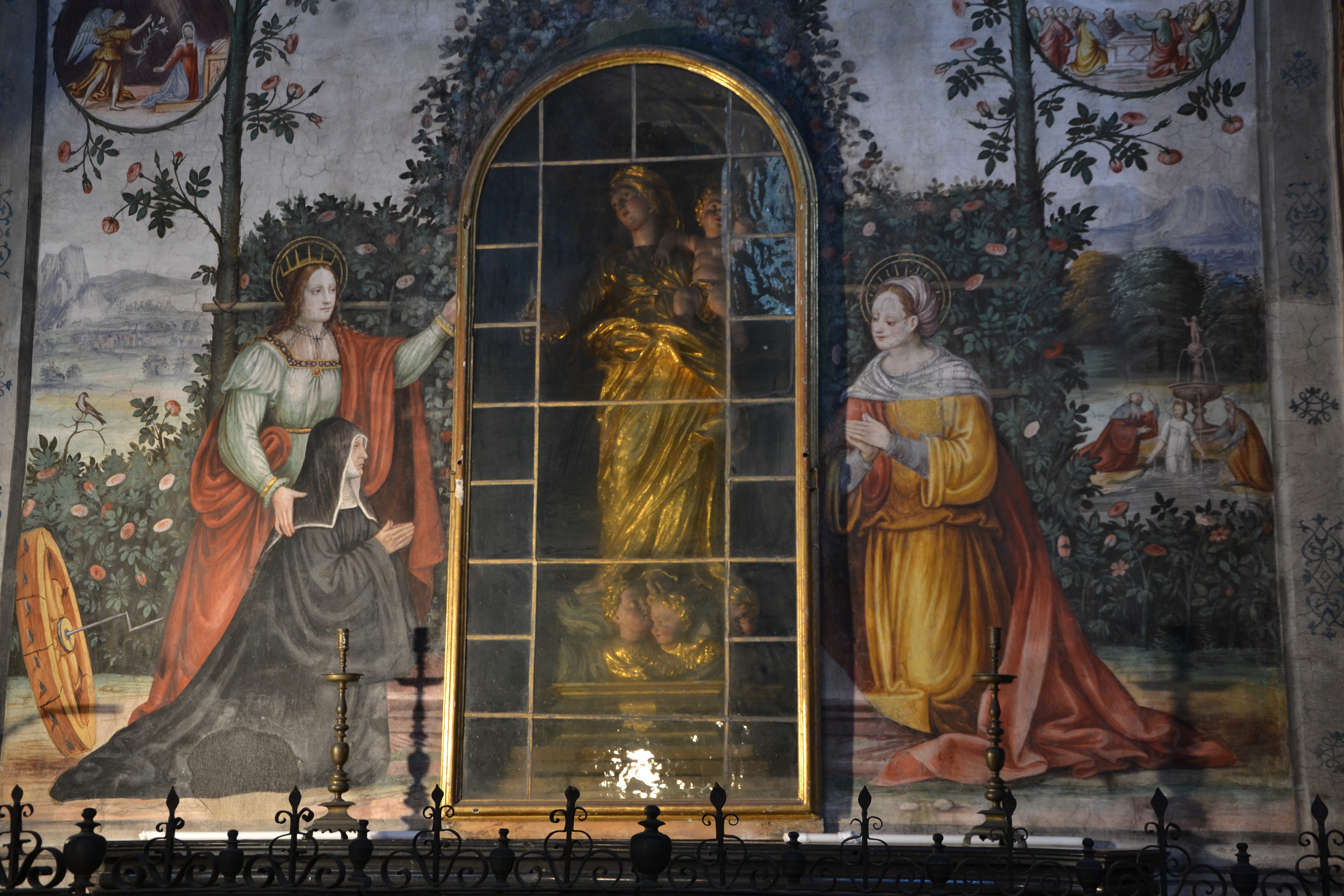
Altare della Madonna del Rosario, scuola del Luini

## Descrizione
L'accesso alla chiesa avviene dalla scenografica scalinata settecentesca prospiciente la piazza, che fa da piedistallo alla facciata barocca. Nel tondo sopra il portale è scolpito, su di un cavallo impennato, san Vittore dedicatario del monastero, mentre i fondatori Aimo e Vermondo sono effigiati nelle statue che affiancano il finestrone al livello superiore. Lo stile di esuberante ornamentazione di tutta la facciata la colloca nella corrente del barocchetto lombardo in voga all'epoca del suo rifacimento.
All'interno, la navata unica voltata a botte è completamente rivestita da affreschi di epoca tardorinascimentale. Il ciclo pittorico, seppur opera di vari artisti sulla cui identità ancora si dibatte, risulta complessivamente unitario. Lo spazio è armoniosamente ritmato dalla successione dei grandi arconi delle sei cappelle laterali e del portale, che si alternano alle paraste, reggenti l'alta fascia della trabeazione. Questa è ornata da figure dipinte a mezzobusto che si affacciano da tondi. La forma circolare è ripresa dagli ampi oculi che nella fascia superiore danno luce all'edificio. I ritratti di santi entro cornici rotonde sono ritenuti le uniche opere autografe di Bernardino Luini presenti nella chiesa. Esse raffigurano, nell'aula dei fedeli: San Biagio, con il pettine di ferro, San Sebastiano alla colonna, Sant'Adriano con la spada, Sant'Ambrogio con lo staffile, San Gaudenzio, con mitria e pastorale, San Nazaro, con la palma del martirio, San Vincenzo, con palma e macina, San Giovanni Battista con l'agnello, sopra l'altare San Vittore, con la spada e lo stendardo di Cristo, sopra il portale d'ingresso Santa Scolastica. La scelta, tipicamente rinascimentale, della raffigurazione entro cornici rotonde si rifà direttamente alla tradizione classica dell'imago clipeata tramandata in particolare nei sarcofagi romani. Sempre di mano del maestro sono i due ritratti di Aimo e Vermondo nelle losanghe ai lati di san Vittore sulla parete divisoria fra le due aule. Ad artisti specializzati è dovuta la fitta trama di motivi vegetali, ornamentali, grottesche e putti realizzata a grisaille su fondi alternatamente chiari e scuri, sulla volta e sugli architravi.
Nella prima cappella a sinistra è collocato il Compianto sul Cristo morto, gruppo scultoreo in legno policromo costituito da nove statue ad altezza naturale raffiguranti una deposizione del corpo di Cristo, di autore ignoto, risalente sempre al XVI secolo. Sul secondo altare, dedicato alla Madonna del Rosario, si trova una statua lignea dorata della Vergine di epoca settecentesca, voluta da una nobildonna medese appartenente alla famiglia Fossati. Sulla destra si trova santa Caterina d'Alessandria, che presenta alla Vergine una monaca, che potrebbe essere la badessa Maria Cleofe Carcano, devota a Caterina d'Alessandria e fautrice della ricostruzione della chiesa, nel 1520, oppure Susanna del Bene,  badessa dal 1535 e al cui nome alluderebbe dunque l'episodio biblico raffigurato sulla destra, la nota scena di Susanna e i vecchioni. Questi affreschi sono attribuiti a Giovanni Lomazzo, che ereditò la bottega del Luini alla sua morte. Tra le pitture dell'ex chiesa interna, visibili al piano superiore, si segnalano i tondi raffiguranti Cristo benedicente, San Pietro e San Giovanni evangelista.